# Fiddletown AVA
Fiddletown AVA (anerkannt seit dem 4. Oktober 1983) ist ein Weinbaugebiet im US-Bundesstaat Kalifornien. Das Gebiet liegt in dem Verwaltungsgebiet Amador County, ca. 60 Kilometer südöstlich der Stadt Sacramento. Weinreben wurden zur Zeit des kalifornischen Goldrausch zu Anfang der 1850er Jahre angepflanzt. Der überwiegende Anteil der bestockten Rebflächen liegen im Süden und im Westen des Anbaugebiets. Die Rebflächen liegen auf einer Höhe von 450 bis 750 Meter über dem Meer. Fast 20 % des im Amador County produzierten Weins kommt aus der Fiddletown AVA.

## Geografie

### Klima
Da das Gebiet ca. 160 Kilometer von der Küste des Pazifiks entfernt liegt, ist es im Hochsommer oft sehr heiß. Die geringe Luftfeuchtigkeit und der Wind, der in der Nacht kühle Luft von der San Francisco Bay heranführt, machen den Aufenthalt jedoch erträglich und einen Weinbau in dieser Höhenlage möglich. Es herrscht ein mediterranes Klima vor mit mildem, meist feuchtem Winter und warmen trockenem Sommer.